# Geitodoris patagonica
Geitodoris patagonica is een slakkensoort uit de familie van de Discodorididae. De wetenschappelijke naam van de soort is voor het eerst geldig gepubliceerd in 1926 door Odhner.